# Jovan Ristić
Jovan Ristić sau Ristitch (în sârbă Јован Ристић, n. 4/16 ianuarie 1831, Kragujevac, Principatul Serbiei – d. 23 august/4 septembrie 1899, Belgrad, Regatul Serbiei) a fost un politician, diplomat și istoric sârb. 

## Biografie
Născut la Kragujevac, el a fost educat la Belgrad, Heidelberg, Berlin și Paris. După ce nu a reușit să obțină un post de profesor la Grandes écoles din Belgrad, a fost numit în anul 1861 agent diplomatic al Serbiei la Constantinopol. La întoarcerea sa de la Constantinopol, calitățile sale intelectuale strălucite au atras atenția guvernului. El a devenit cunoscut curând ca cel mai competent dintre funcționarii guvernamentali. I s-a oferit imediat un post de ministru de către prințul Mihailo, care l-a descris drept „mâna dreaptă” a sa, dar Ristić a refuzat oferta, opunându-se metodelor reacționare folosite de guvernul prințului. El devenise deja liderul recunoscut al Partidului Liberal.
Ca politician, el a observat toate pericolele cărora trebuia să le facă față în cazul în care Serbia se va angaja într-o politică de unificare a teritoriilor sale. Armata turcă, care a fost întotdeauna o forță militară de temut, i-ar fi copleșit pe sârbi, dacă ar fi fost masată la hotarele Serbiei. O invazie sârbă a provinciilor rebele ar fi însemnat, de asemenea, în cazul reușitei, un conflict cu Austro-Ungaria, în care Rusia probabil nu ar fi intervenit, în timp ce Franța nu era atunci în stare să sprijine aspirațiile de eliberare ale altor state. Reputația lui Ristić a fost consolidată de o serie de negocieri care au determinat retragerea pașnică a trupelor turcești din fortărețele sârbe în 1867. După asasinarea prințului Mihailo în 1868, a fost numit membru al consiliului de regență, iar la 2 ianuarie 1869 a fost promulgată cea de-a treia constituție sârbă, care a fost în mare parte creația sa. Când perioada regenței s-a încheiat și prințul Milan a ajuns la majorat în 1872, Ristić a devenit ministru de externe; câteva luni mai târziu a fost numit prim-ministru, dar a demisionat în toamna următoare (1873). Ulterior a izbucnit o revoltă în vechea Serbia, iar aceasta a fost urmată de o acțiune similară în Bulgaria.
Ristić a devenit din nou prim-ministru în aprilie 1876 și s-a confruntat cu o dilemă. Dacă Serbia putea să acționeze rapid și să ocupe Bosnia și Herțegovina și Serbia veche, alungarea armatei sârbe ar fi durat mai mult timp și, între timp, exemplul insurecției sârbe s-ar răspândi, probabil, pe întreg teritoriul otoman din Europa. Ristić, Stevča Mihailović, Ilija Garašanin, Nikola Hristić, Miloje Lješanin, Ljubomir Kaljević, Milivoje Petrović Blaznavac, Jovan Marinović, Milan Piroćanac, Sava Grujić și alți oameni de stat sârbi cunoșteau dintr-o experiență îndelungată că nu trebuiau să aștepte ajutorul Marilor Puteri și că trebuiau să acționeze pentru a elibera teritoriile stăpânite de otomani. Ristić a reușit să-și dea seama că dacă Serbia putea să-și mențină măcar o poziție firavă în teritoriile sârbești revendicate putea spera că va fi sprijinită în cele din urmă de Rusia. Ristić a decis deci să acționeze, iar toată clasa politică a Serbiei l-a susținut. În acest fel, el a câștigat o reputație internațională de ministru de externe în două ocazii importante (în timpul celor două războaie împotriva Turciei: iulie 1876 - martie 1877 și decembrie 1877 - martie 1878), prin promovarea unei politici expansioniste prin care spera ca Serbia să devină nucleul unui stat puternic al slavilor sudici. Au existat momente când viitorul părea nesigur. În timp ce Bulgaria a obținut granițe mult mai îndepărtate decât sperase, Serbia a obținut doar o mică rectificare a frontierelor.
La Congresul de la Berlin, Ristić a depus eforturi pentru a obține pentru Serbia avantaje mai mari decât îi fuseseră acordate prin Tratatul de la San Stefano. Secretarul său personal la congres a fost poetul și avocatul Laza Kostić. Hotărârile adoptate prin Tratatul de la Berlin prevedeau recunoașterea independenței totale a Serbiei față de Turcia și acordarea unui teritoriu de 10.000 km2. Această rectificare minoră a frontierelor i-a dezamăgit pe sârbi din cauza obstacolelor ivite acum în realizarea idealului național al unificării teritoriilor sârbești. Guvernul Ristić a devenit nepopular. El a fost forțat să demisioneze atunci când a refuzat să semneze un acord comercial cu Austria-Ungaria prin care Serbia ar fi devenit dependentă din punct de vedere economic de această țară.
În 1887 regele Milan I (care își asumase titlul de rege în 1882), neliniștit de atitudinea ostilă a Partidului Radical, l-a numit pe Ristić în fruntea unui cabinet de coaliție; a fost adoptată o nouă constituție în 1889, iar în acel an regele a abdicat în favoarea fiului său, prințul Alexandru. Ristić a devenit acum președintele consiliului de regență, încredințat cu putere în timpul minoratului tânărului rege, și a fost format un guvern radical.
În 1892, cu toate acestea, Ristić a transferat puterea guvernamentală de la Partidul Radical către Partidul Liberal, de care fusese întotdeauna legat. Acest transfer de putere și guvernarea nepopulară a politicienilor liberali au provocat nemulțumiri serioase în țară. Pe 1/13 aprilie 1893, regele Alexandru, printr-un stratagemă reușită, i-a închis pe membrii regenței și ai guvernului în palat și, declarându-se singur major, i-a rechemat la putere pe radicali.
Ristić s-a retras astfel din viața politică. A murit la Belgrad la 4 septembrie 1899. Deși a avut un temperament precaut și chibzuit, s-a remarcat printr-o voință puternică și un caracter ferm.

## Lucrări

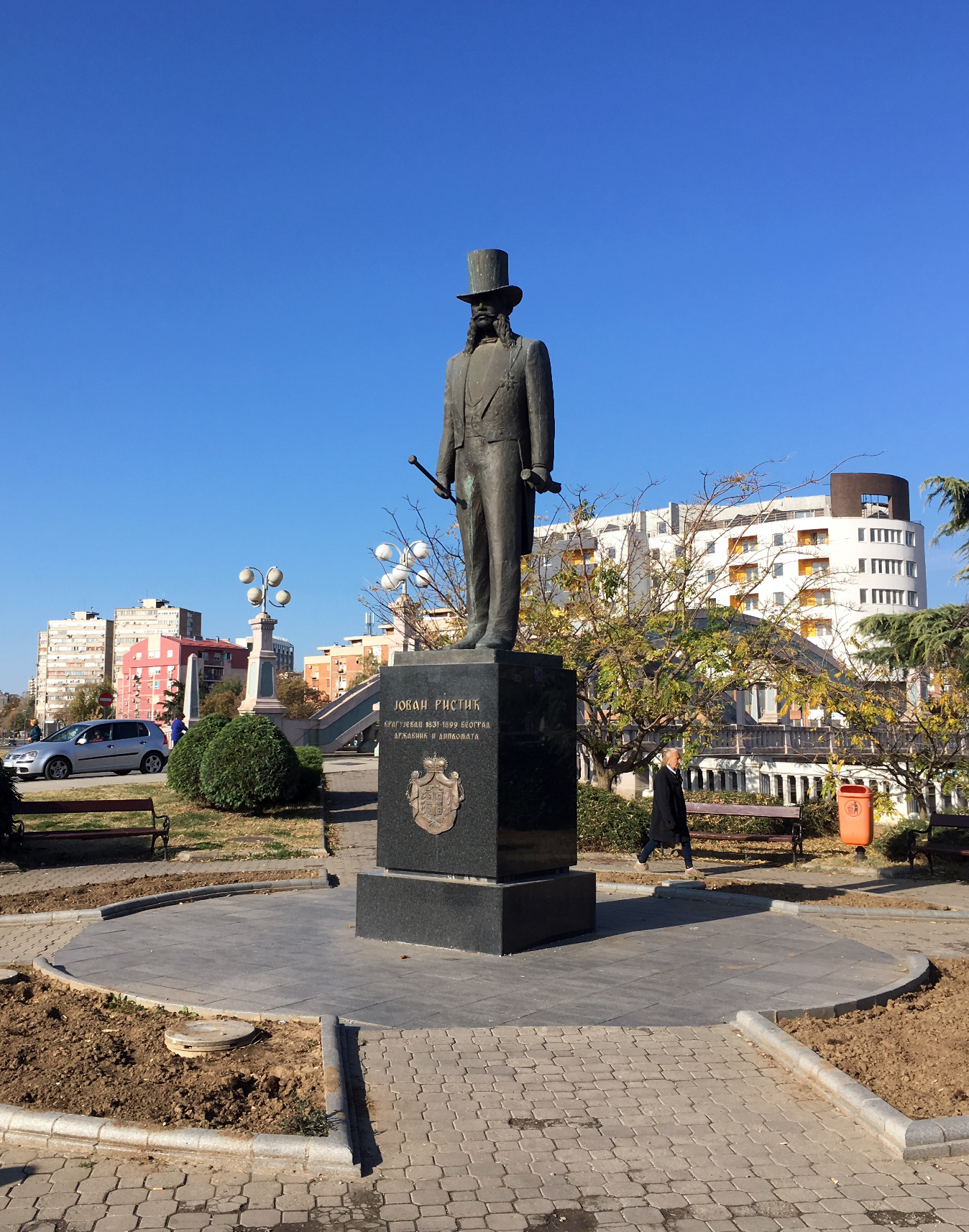
Statuia lui Ristić din Kragujevac.

Ristić a fost autorul mai multor lucrări istorice importante:
- The External Relations of Serbia from 1848 to 1867 (Belgrad, 1887);
- Spoljašna odnošaja Srbije novijega vremena: 1868-1872 (U Štampariji KraljevineSrbije, Belgrad, 1901);
- Istoriski spisci, Vol. I; Srbija i porta posle bombardovanja Beograda, 1862-1867 (Štampano u drzavnoj štampariji, 1881);
- Poslednja godina spoljavanje politike Mihaila (Štamparija kod Proslave, 1895);
- Jedno nammesnnistvo, 1868-1872 (Štampa Lj J. Bogojevića, 1894);
- Pisma Jovana Ristića Filipu Hristiću of 1870 do 1873 i od 1877 do 1880 (Srpska kraljevska akademija, 1931);
- Diplomatska istorija Srbije: Drugi rat 1875-1878 (Slovo ljabve, 1898)
- A Diplomatic History of Serbia (Belgrad, 1896).[2]
- Die neuere Literatur der Serbien -- publicată de F. Schuster & co. în 1852. Also, another German work,
- Kurze Charakteristik des geistigen u sittlichen Zustands von Serbien (H. Rieger, 1850).

Jovan Ristić a fost membru al Academiei Regale Sârbe de Științe și Arte din Belgrad.

## Amintirea sa
Jovan Ristić a fost inclus în topul 100 al celor mai mari sârbi.

## Legături externe
- Opere de sau despre Jovan Ristić la Internet Archive

| Birouri guvernamentale                  | Birouri guvernamentale                                       | Birouri guvernamentale        |
| --------------------------------------- | ------------------------------------------------------------ | ----------------------------- |
| Predecesor: Milivoje Petrović Blaznavac | Prim-ministru al Serbiei 1873                                | Succesor: Jovan Marinović     |
| Predecesor: Stevča Mihailović           | Prim-ministru al Serbiei 1878–1880                           | Succesor: Milan Piroćanac     |
| Predecesor: Milutin Garašanin           | Prim-ministru al Serbiei 1887–1888                           | Succesor: Sava Grujić         |
| Predecesor: Ilija Garašanin             | Ministru de externe al Serbiei 1867                          | Succesor: Milan Petronijević  |
| Predecesor: Dimitrije Matić             | Ministru de externe al Serbiei 1872–1873                     | Succesor: Jovan Marinović     |
| Predecesor: Milan Bogićević             | Ministru de externe al Serbiei 1875                          | Succesor: Đorđe Pavlović      |
| Predecesor: Đorđe Pavlović              | Ministru de externe al Serbiei 1876–1880                     | Succesor: Čedomilj Mijatović  |
| Predecesor: Dragutin Franasović         | Ministru de externe al Serbiei 1887                          | Succesor: Dragutin Franasović |
| Predecesor: Milan Đ. Milićević          | Președinte al Academiei Regale Sârbe de Științe și Arte 1899 | Succesor: Sima Lozanić        |